# جوليا كولمان
جوليا كولمان (بالإنجليزية: Julia Colman)‏ هي كاتِبة أمريكية، ولدت في 16 فبراير 1828 في نورثهامبتون في الولايات المتحدة، وتوفيت في 10 يناير 1909 في بروكلين في الولايات المتحدة.